# Derick Silva
Derick Silva (sinh ngày 23, tháng 8, năm 1998) là một vận động viên điền kinh người Brazil. Đại diện cho Brazil tại Giải vô địch điền kinh thế giới 2019, anh là một phần của đội Brazil đủ điều kiện vào chung kết ở nội dung tiếp sức 4 × 100 m nam.